# Jalkaraburra
Jalkaraburra is een spinnengeslacht uit de familie Desidae. De enige soort komt voor in Queensland.

## Soort
- Jalkaraburra alta